# カリフォルニアワイン
カリフォルニアワイン (英語: California wine) は、アメリカ合衆国カリフォルニア州で生産されるワイン。ナパ郡やソノマ郡にあるワインカントリー (カリフォルニア州)が名産地である。

## 特徴
| 年     | ブドウ栽培面積              | ワイン生産量                | ワイン生産量              | ワイン生産量 |
| 年     | カリフォルニア州 (エーカー) | カリフォルニア州 (米ガロン) | アメリカ合衆国 (米ガロン) | 比率         |
| ------ | --------------------------- | --------------------------- | ------------------------- | ------------ |
| 1985年 | 343,056                     |                             |                           |              |
| 1995年 | 366,400                     | 397,042,000                 | 437,034,000               | 90.8%        |
| 2005年 | 470,977                     | 648,183,911                 | 715,942,737               | 90.5%        |
| 2014年 | 496,313                     | 709,647,220                 | 835,468,643               | 84.9%        |

カリフォルニア州は太平洋に面したアメリカ合衆国西海岸にあり、ヨーロッパの主要ワイン生産国であるフランスの約3/4の面積を持つ。約4,500のブドウ栽培農家があり、2014年のブドウ栽培面積は496,313エーカー（200,850ヘクタール）だった。1,905のワイナリーがあり、2014年のワイン生産量は7億964万7220米ガロン（26億8631万リットル）だった。アメリカ合衆国全体のワイン生産量は8億3546万8643米ガロン（31億6259万リットル）であり、カリフォルニア州単独で全米の84.9%を占めている。
1985年のカリフォルニア産ワインの輸出額は約3500万ドルだったが、2004年には8億800万ドルにまで増加した。主要な輸出先はイギリス、カナダ、ドイツ、日本、オランダなどである。カリフォルニア州単独でオーストラリアワインの生産量を上回っており、仮にカリフォルニア州を一国家として考えた場合、イタリア、フランス、スペインに次いで世界第4位のワイン生産国となる。
スペイン人宣教師がミサの祭壇で使用するワインを生産するためにブドウを植えたのが始まりであり、カリフォルニアのブドウ栽培の歴史は18世紀にまで遡る。一般的にはオーストラリアワインやチリワインなどとともに新世界のワインに分類されるが、スペイン人宣教師がワイン造りを広めてから長い歴史を持つため、「もっとも新しい旧世界のワイン産地」と呼ばれることもある。カリフォルニア州でワイン法が初めて制定されたのは1976年のことであり、1983年の改定時に地理的表示(GI)のアメリカぶどう栽培地域(AVA)制度が設けられた。ブティックワイナリーと呼ばれる家族経営/個人経営の小規模なワイナリーから世界中に販売網を持つガロ社のような大規模な企業まで、今日のカリフォルニア州には1,905軒のワイナリーが存在する。

## テロワール

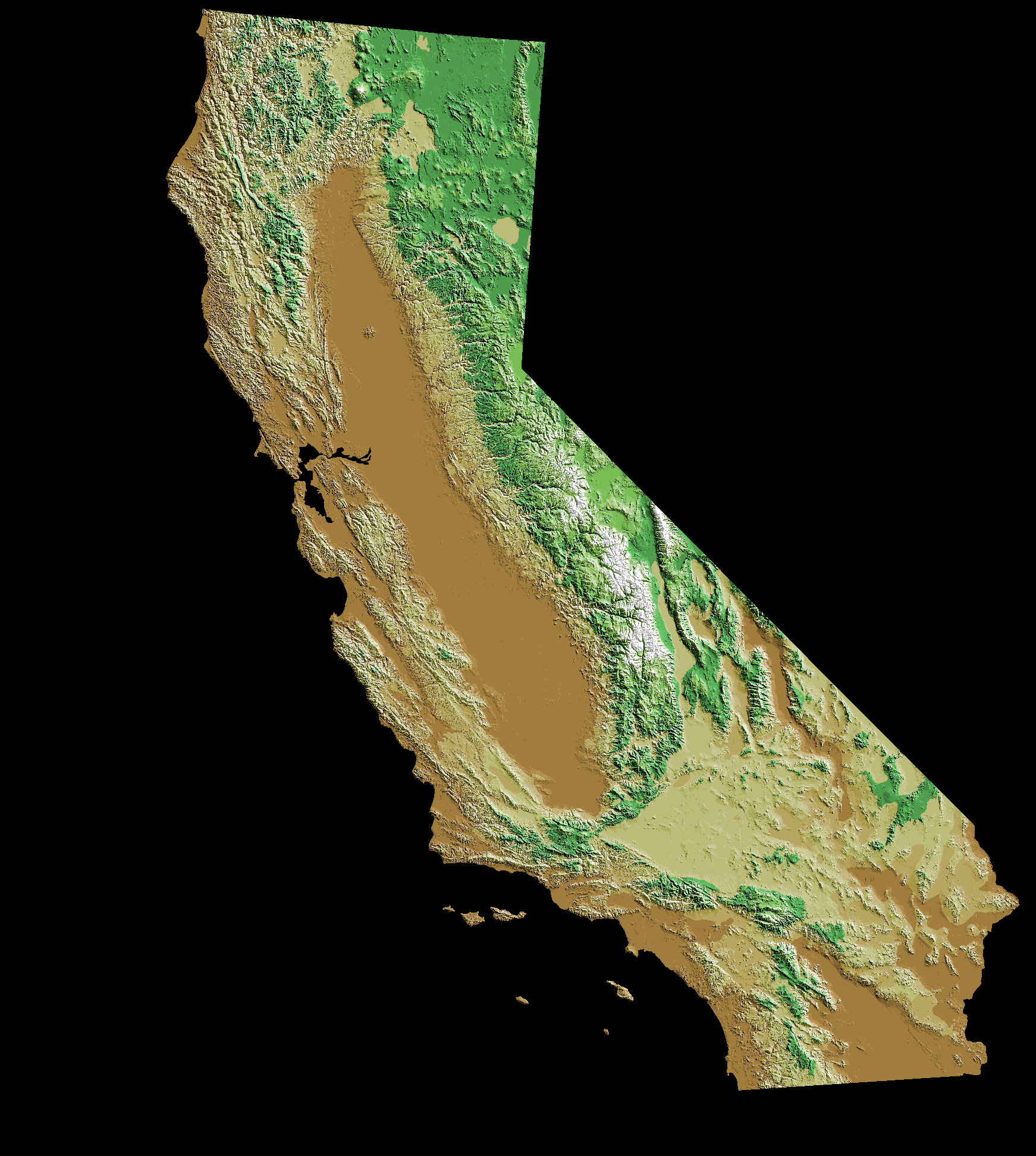
カリフォルニア州の地勢

カリフォルニア州はとても地質学的に多様な地域であり、気候などのテロワールもやはり多様である。北緯42度のカリフォルニア州北端部はスペイン北部やイタリア中央部と同緯度であり、北緯32度の州南端部は北アフリカと同緯度である。カリフォルニア州のワイン産地の大半は太平洋とセントラル・ヴァレーの間に位置する。夏季には内陸部の大気が熱せられて上昇する一方で、太平洋からの冷たい海風が霧となって内陸部に吹き込み、内陸部の気温を下げている。
旱魃はブドウ栽培を行う上で脅威になりうるが、カリフォルニア州の大部分の地域では旱魃を避けるのに十分な量の降水があり、サンフランシスコ北側のワイン産地では615-1,150mm（24-45インチ）、南側のワイン産地でも330-510mm（13-20インチ）の年降水量がある。一方で内陸部にあるセントラル・ヴァレーは世界のワイン産地の中でもっとも暑く乾燥した地域のひとつであり、灌漑設備は不可欠である。春季の降霜は脅威となりうるが、冬季には降霜の被害の恐れは少なく穏やかである。降霜の脅威を抑制するために、しばしばブドウ栽培農家は送風機による送風やスプリンクラーによる散水、スマッジ・ポットと呼ばれる燻し器を使用している。
カリフォルニア州のワイン産地は一般的に地中海性気候に分類されるが、より大陸性気候の影響が強い産地もある。太平洋や湾への近さに加えて、涼しい風が山地に遮られることなく移動することが、州内のワイン産地の相対的な涼しさに影響している。ソノマ郡やナパ郡のように山地の障壁に囲まれた地域は海風による冷却の影響がないため、他地域よりも暖かい傾向がある。カリフォルニア州の土壌や地勢は地域によって大きく異なり、北アメリカプレートと太平洋プレートのプレートテクトニクスに影響されている。一部の地域では多様なブレンド用素材を生み出すために、同一の品種を異なる土壌に植えている。土壌の多様性こそが多くの個性的な地理的表示地域を数多く有する理由のひとつである。

## 歴史

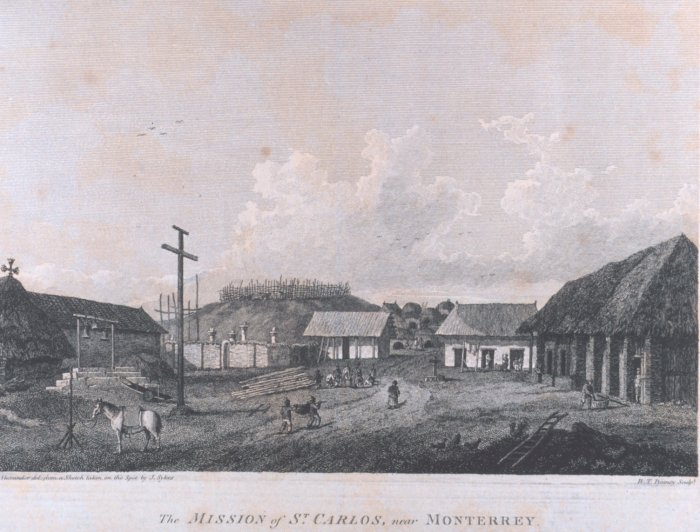
スペイン人による聖カルロス教会

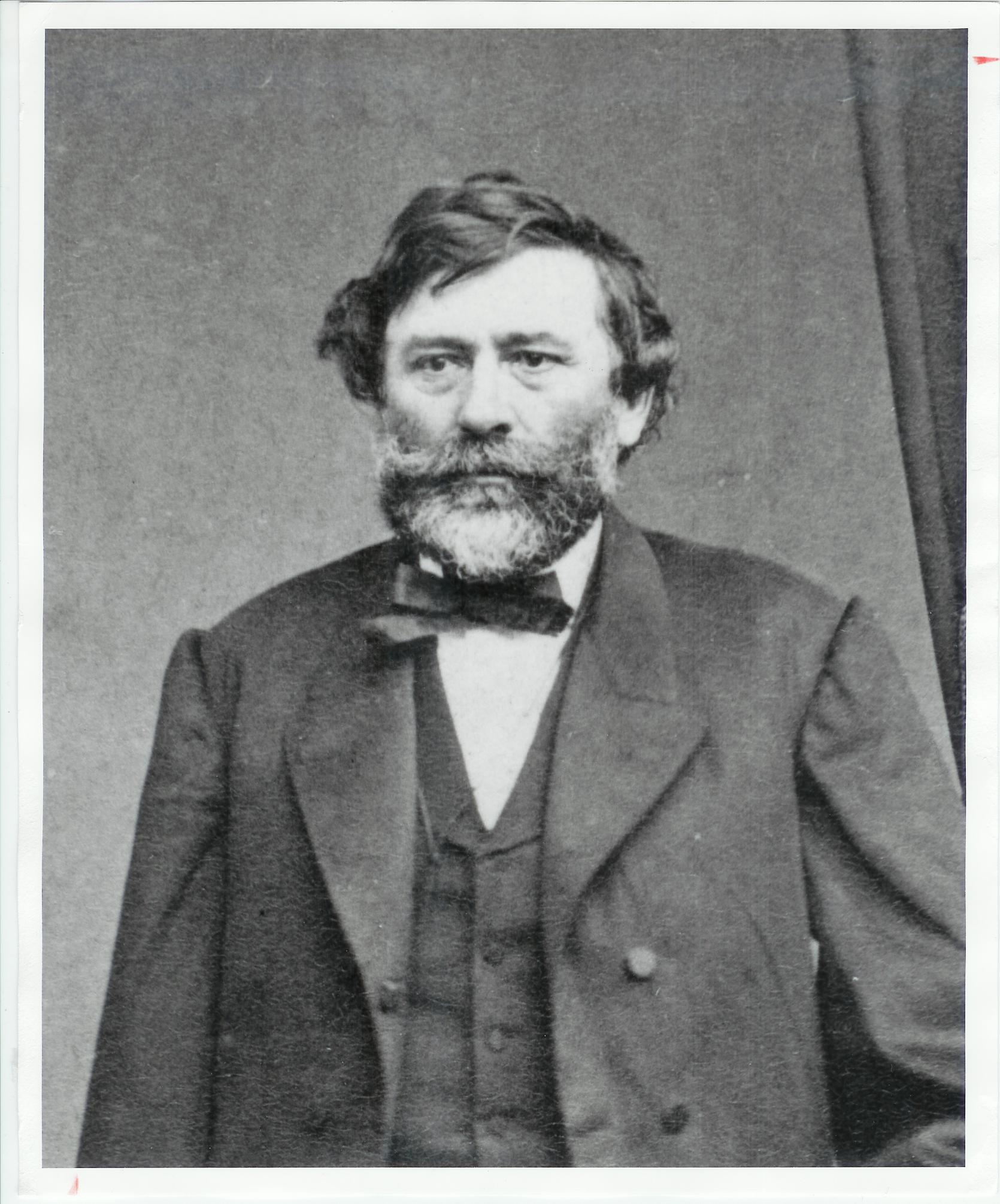
「カリフォルニアワインの父」ハラジー

### フランシスコ会によるワイン作り
1000年頃にはヴァイキングの一団がアメリカ大陸東海岸に到達し、繁茂していた野生のブドウを発見している。1522年にはスペイン人コンキスタドールのエルナン・コルテスがスペインからヨーロッパブドウの苗木を送らせ、1542年には野生のブドウに接ぎ木する方法で栽培を始めた。16世紀に持ち込まれたブドウは宣教教会のブドウ畑に植えられ、教会の聖礼典で使用されたため、ミッション種という名称で呼ばれた。1560年頃にはスペイン領アメリカ東海岸のフロリダに自生するブドウから、アメリカで初めてワインが生産された。
1769年、フランシスコ修道会のフニペロ・セラ神父がカリフォルニアに最初のブドウ畑を築いたとされている。セラ神父は手始めにサンディエゴでブドウ栽培とワイン作りを行い、1771年にはロサンゼルス郊外にカリフォルニア初のワイナリーを建設した。1769年から1823年にかけてフランシスコ会は徐々に北上し、サンフランシスコ近郊のソノマまでにワイン作りを広めた。ブドウの樹に病気が蔓延した東海岸とは異なり、西海岸ではピアス病以外に大きな問題は起こらなかった。
1833年にはメキシコ政府によってカリフォルニア地域の修道院が世俗化され、アルタ・カリフォルニア知事のマリアーノ・グアダルーペ・バレホ将軍はソノマ郡でカリフォルニア初の職業的ブドウ栽培者となった。1831年にナパ・ヴァレーに移住したジョージ・ヨーントは、1841年に初めてナパにミッション種を持ち込んで栽培し、1844年には200米ガロン（750ミリリットル瓶換算で約750本）のワインを生産した。

### ゴールドラッシュと商業ワインの先駆者たち
1848年以降のカリフォルニア・ゴールドラッシュによってこの地域には入植者が殺到し、人口と地元でのワインの需要が増加した。ソノマ郡やナパ郡などがある北カリフォルニアは一面にブドウ畑が広がり、ワイン生産者は各地のブドウ栽培者から購入したブドウをワインに醸造して販売した。
フランス人移民のジャン＝ルイ・ヴィーニュがミッション種よりも優れた品種をヨーロッパから持ち込んだ。ヨーロッパからの移民の中にはブドウ栽培やワイン生産の経験者も数多く混じっており、ゴールドラッシュを皮切りにしてカリフォルニアのワイン産業が花開いたが、当時のワインは大部分が粗悪品だった。1859年にはナパ・ワインの父的存在のサミュエル・ブラナンがナパに12万5000本の苗木を植え、この町の鉱泉にも興味を持ったブラナンはカリフォルニア初の億万長者となった。
1857年に「カリフォルニアワインの父」アゴストン・ハラジーによってソノマ郡に設立されたブエナ・ビスタ・ワイナリーは、カリフォルニアで初めて商業的なワイン生産を行った。ハンガリー人移民のハラジーはカリフォルニアぶどう栽培委員会議長となり、1861年にはカリフォルニア州のジョン・ダウニー知事がハラジーにヨーロッパ視察を命じ、ハラジーはマスカット種やジンファンデル種を含むヨーロッパ系品種300種10万本をカリフォルニアに取り寄せたとされる。ハラジーはブドウ栽培やワイン醸造に関する書籍も執筆し、多くのワイン生産者に影響を与えた。
1859年にはイギリス人移民のジョン・パチェットがナパ郡に初の商業的なワイナリーを設立している。パチェットのブドウ畑とワインセラーは今日のナパ市域に位置していた。この時期には、ブエナ・ビスタ・ワイナリー、ガンロック・バンシュー、イングルヌック・ワイナリー、マーカム・ヴィンヤーズ、シュラムズバーグ・ヴィンヤーズなど、カリフォルニアでも古いワイナリーが何件も設立されている。
ワイナリーの建設、ブドウ畑での植え付けや収穫、地下セラーの掘削など、この時期のカリフォルニアでのワイン産業の発展には中国人移民が重要な役割を果たしている。醸造責任者（ワインメーカー）などの高い地位に就いた中国系移民もいたが、アメリカ人熟練労働者に有利になるよう中国人移民コミュニティに深刻な影響を与えた1882年の中国人排斥法の制定によって、1890年まで中国人移民の大部分はワイン産業から排除された。カリフォルニアではミッション種が支配的な種であったが、19世紀後半にはヨーロッパ系品種が支配的となった。1880年代から1890年代には最初の黄金時代を築いた。

### 産地の飛躍とフィロキセラ

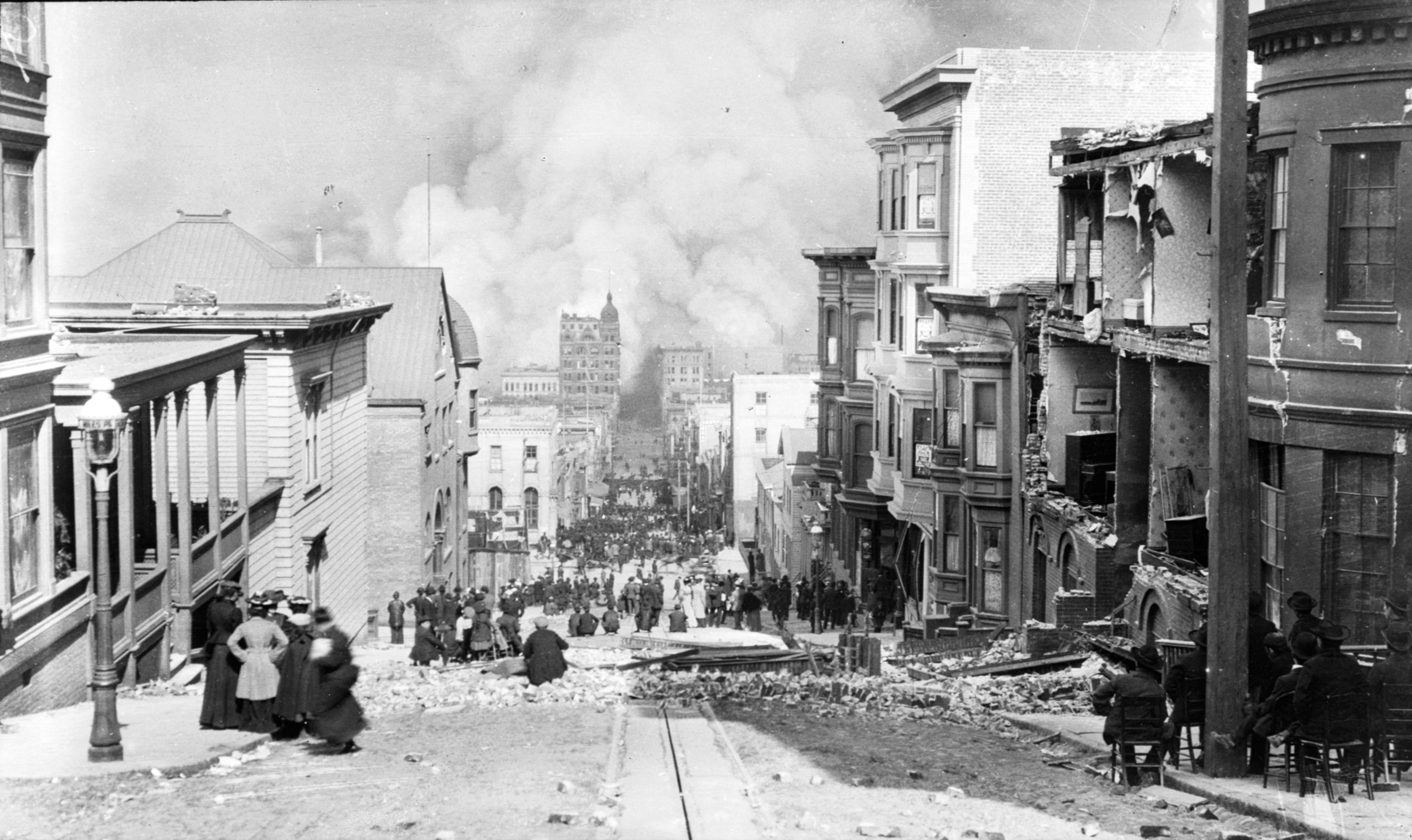
ワイン産業に甚大な被害を与えた1906年のサンフランシスコ地震

1861年には南北戦争が勃発したが、この頃にはカリフォルニア産ワインが東部でも販売されるようになった。1869年には大陸横断鉄道が全通し、合衆国東部との経済活動が活発化。ニューヨークの商人によってカリフォルニア産ワインがヨーロッパに輸出され、ヨーロッパでも一定の評価を得た。大陸横断鉄道全通からの10年間でオーストラリアや東アジアにもカリフォルニア産ワインが輸出されるようになった。
1873年にはカリフォルニア全体で300億本のブドウの樹が栽培されており、3年後の1876年には430億本と劇的な伸びを見せた。1870年代半ばにはソノマ郡がカリフォルニア最大のワイン産地となり、ソノマ郡の背後にはロサンゼルス郡が続いた。1880年代にはナパに800ヘクタールの、ロサンゼルスには4,000ヘクタールのブドウ畑があった。
1860年代にフランスやヨーロッパの他産地を荒らしていたフィロキセラは、1870年代後半になるとカリフォルニアにも蔓延した。ヨーロッパに比べると被害は穏やかであり、生産量が激減していたヨーロッパに向けて多くのカリフォルニア産ワインが輸出された。小説家のロバート・スティーヴンソンは1883年の短編『Sliverado Squatters』の中で、「ボルドーは消え、ローヌはアラビアの砂漠となり、シャトー・ヌフは死に絶えた。（中略）草木の神、パンだけでなく、酒の神、バッカスも死んだ」と書き、世界のブドウ栽培の未来が「カリフォルニアとオーストラリアで決まる」と書いた。
先に蔓延したヨーロッパではフィロキセラからの復興を試みる試行錯誤が続けられており、フィロキセラに耐性のあるアメリカ産の台木に接ぎ木する復興法が発見されていた。1880年代に設立されたカリフォルニア州立ブドウ栽培学会とカリフォルニア大学ブドウ栽培学研究所もフィロキセラ撲滅の研究を推し進めた。これらの対策によってカリフォルニア州のワイン産業はすぐに立ち直ることができ、新たなブドウ品種の植え付けを進める機会を利用した。1900年までに州内のブドウ畑に約300品種が植えられ、約800のワイナリーにブドウが供給された。
北アメリカのブドウ畑でもっとも恐れられている病害はフィロキセラではなくピアス病であり、1880年代の初発生時には、南カリフォルニアのブドウ畑をほぼ壊滅させた。ピアス病はその後も断続的に発生しているが、現在まで有効な治療法は発見されていない。
1889年のパリ国際見本市にはカリフォルニア産ワインの生産者が招待され、スティルワイン、ブランデー、スパークリングワインの各部門で計34の賞を受賞。特にナパ・ヴァレーの生産者は4個の金賞を含む20の賞を受賞した。1893年の大恐慌では金融業界が大混乱に陥り、ワイン消費量の減少と実業家のワイン業界からの撤退につながった。1900年のパリ万国博覧会でもカリフォルニア産ワインが多くの賞を受賞した。
1906年4月18日にはサンフランシスコ地震が起こり、サンフランシスコにあるワイン倉庫は壊滅状態となった。ボトルや樽に深刻な破損の被害が出て、サンフランシスコだけで1億1400万リットルが流出した。禁酒法以前にはカリフォルニア州全体で1億リットル以上のワインを生産していた。

### 禁酒法時代

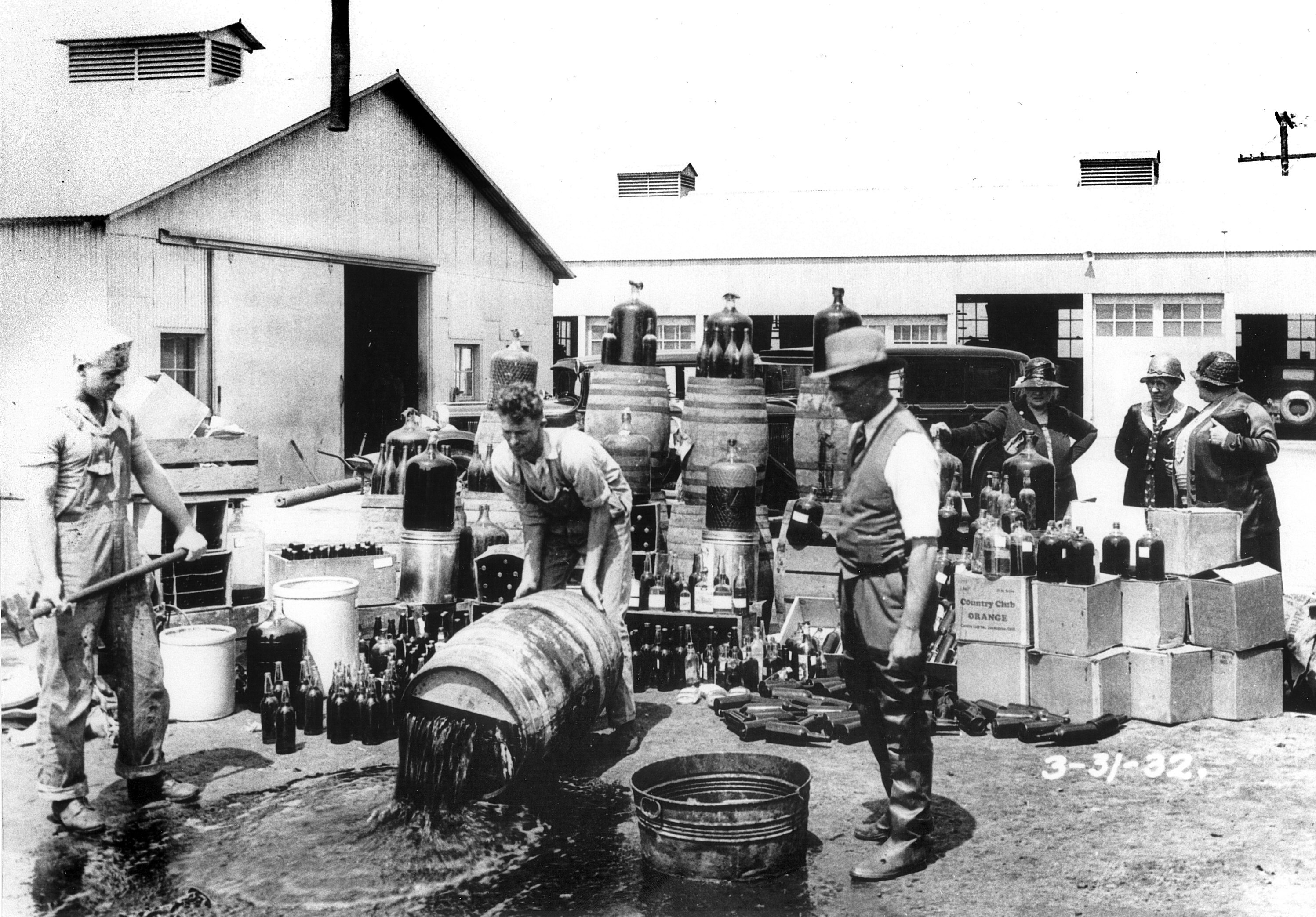
禁酒法時代の違法アルコールの検査（オレンジ郡）

1919年1月16日にはカリフォルニア州がアメリカ合衆国憲法修正第18条（禁酒法）を批准して禁酒法時代に入った。多くのワインセラーが破壊され、施行以前に約700あったワイナリーの大部分はこの産業から撤退したが、禁酒法の例外として許可された聖礼典用のワインを教会に供給するために生き延びた生産者もいた。一方でブドウ栽培は禁止されなかったため、生食用ブドウやブドウジュースの生産に転換して生き延びたブドウ畑やワイナリーもあり、1920年代半ばまではブドウの栽培面積はむしろ拡大し、生のブドウや濃縮果汁は船積みされて中西部や東海岸に送られた。
禁酒法下でも家庭での飲用目的であれば年間780リットル以下のワイン生産が許されており、禁酒法成立前の1915年から自家製ワインの生産が盛んとなり、成立後にはさらに自家製ワインの生産量が増加した。ワインの醸造法を添付してブドウジュースやブドウ濃縮果汁を販売した企業があり、また「発酵する危険性があるため、本品を摂氏15度以上の室内で保存しないでください」との警告文で暗に自家製ワインの生産方法を説明した商品も登場した。電話を受けて家庭に出張してブドウジュースを発酵させるプロの醸造家も現れた。
自家製ワイン用品種としては水色が鮮やかで輸送が容易な品種が流行ったため、カベルネ・ソーヴィニヨン種などの高級品種が引き抜かれ、味わいは凡庸なアリカンテ・ブーシェ種などの頑丈なブドウが好まれた。1933年12月5日には修正第21条が批准されて禁酒法が撤廃されたが、この際に稼働していたワイナリーはわずか140だった。

### 禁酒法撤廃後の復興
13年間にも及ぶ禁酒法でワイン産業自体が後退し、再興に時間を要したため、多くのワイン愛好者は飲用するアルコールをワインから安酒や蒸留酒に切り替えた。禁酒法撤廃後には爆発的にワイナリーが増えて1934年には804に達したが、凡庸な品種による質の低さや需要の見込み違いなどが影響し、1944年には465にまで減少している。
禁酒法施行以前にはスティルワインの生産量が酒精強化ワインを上回っていたが、禁酒法撤廃後には税金が安い酒精強化ワインが流行し、カリフォルニア産ワインの3/4を占めるようになった。東海岸や中西部の瓶詰め業者がカリフォルニアのワイン産業を牛耳るようになり、名門ワイナリーもこれらの瓶詰め業者に樽で出荷することがあった。
1935年にはカリフォルニア大学デービス校にワイン醸造研究所が新設され、多くのワイン醸造家を輩出するカリフォルニア屈指のワイン研究機関となった。メイナード・アメリン教授とアルバート・J・ウィンクラー教授が先導してカリフォルニア州に適したブドウ品種を分析し、1944年の論文『カリフォルニアで栽培するブドウの果汁、および、ワインの成分と品質分析』ではウィンクラー・スケールと呼ばれるワイン産地の区分法が用いられた。加えてワイン醸造家の集合体であるワイン・インスティテュートが発足し、ワインの販売促進やワインの普及に取り組んだ。
第二次世界大戦勃発後にはワイン供給量・消費量ともに減少したが、この時期にも品種改良などの研究は進み、大戦終結後にはデービス校が世界最高のブドウ栽培・ワイン醸造研究機関として認知されるようになった。ヨーロッパの食習慣に親しんだ第二次大戦帰還兵の存在も影響し、カリフォルニア全体で量から質への転換が進んだ。1960年代にはナパのブドウ栽培面積が4,000ヘクタールにまで増加したが、それでも1890年代の約半分に過ぎなかった。

### 1960-70年代の変化

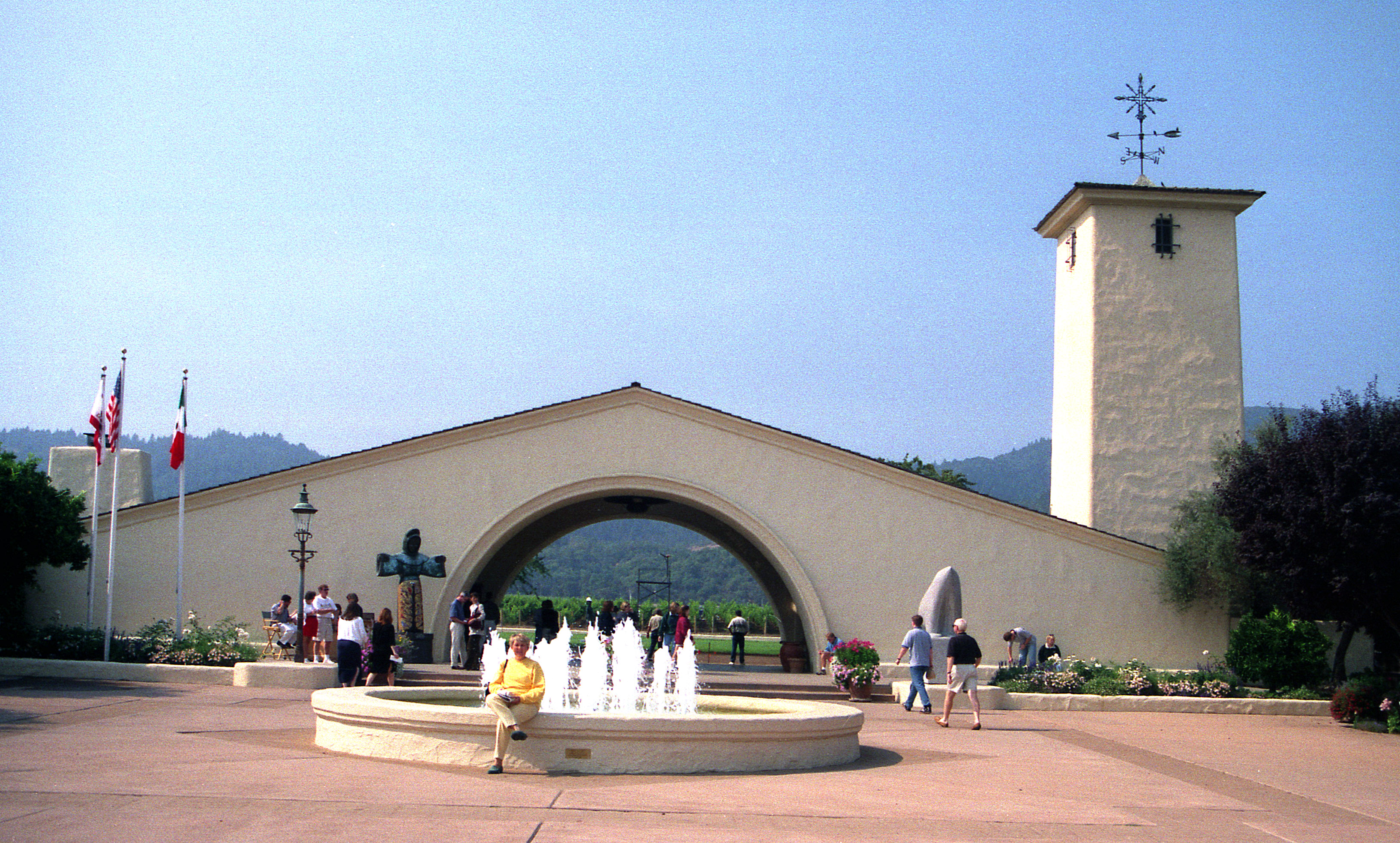
ロバート・モンダヴィのワイナリー

1960年代までのカリフォルニア州は主にカリニャン種とトンプソン・シードレス種から生産したポート・スタイルの甘口ワインで知られていた。しかし、新時代のワイン生産者は新たなワイン醸造技術に焦点を当てて品質を重視し、カリフォルニアワインのルネサンス期の到来を告げた。1960年代にはロバート・モンダヴィ、ハイツ・ワイン・セラーズ、デヴィッド・ブルース・ワイナリーなど、ブティックワイナリーと呼ばれる高品質ワインの生産者のいくつかが設立されている。カリフォルニアワインの品質は向上し、この地域は国際的な注目を集め始めた。1968年にはナパが農業保護区域に指定され、住宅地の拡大に圧迫されていたブドウ畑は市街化の波から逃れた。
ソノマはナパから約10年遅れて好景気に至り、1970年代半ばに高品質ワインのワイナリーが相次いで設立された。1970年頃からはカリフォルニア州への大手資本の導入も進み、ネスレ社（スイス）、ラッケ社（ドイツ）、エッケス社（ドイツ）などヨーロッパの企業も資本参加し始めた。日本の企業ではサントリー、大塚食品、サッポロビール、三楽オーシャンなどがカリフォルニアのワイン産業に進出している。1978年にはモンダヴィとフランス・ボルドーのフィリップ・ド・ロチルド男爵が結束してオーパス・ワンを設立し、世界のワイン業界を驚かせた。
1960年代と1970年代にはカリフォルニア州のブドウ栽培面積とワイナリー数が飛躍的に増大。1970年には栽培面積が50万エーカーでワイナリー数が約240軒、1980年には栽培面積が76万8000エーカーでワイナリー数が約500軒、1988年にはワイナリー数が約700軒にまで増加した。

### パリスの審判
カリフォルニアワインの飛躍の瞬間は1976年、イギリス人ワイン商のスティーヴン・スパリュアがパリで試飲会を開催した時だった。この試飲会にはカリフォルニア（赤・白）、ボルドー（赤）、ブルゴーニュ（白）から最高クラスの生産者が招待され、ブラインドテイスティングで優劣を競った。このパリスの審判（パリの審判）ではカリフォルニアワインがフランスの名だたる生産者を抑え、赤ワイン・白ワイン双方の部門で1位を獲得して世界に衝撃を与えた。

### 現在
1980年代にはフィロキセラが再来したが、当時のカリフォルニア州ではデービス校が推奨していたフィロキセラに弱いクローンを用いていたため、数千エーカーのブドウ畑が破壊された。多くのブドウ畑が再植樹を余儀なくされたが、1987年までに1万4000ヘクタールの植え替えが完了し、よりこの地に適した品種やクローンへの植え替えを進めることができた。1990年代にもワイナリー新設の動きは継続し、1995年にはカリフォルニア州全体で800を超えている。さらなる社会的名声を得る手段としてナパのワイナリーの所有者となる他業種での成功者が続いたが、2000年頃にはナパでブドウ畑拡大の余地がなくなった。アメリカ国外での売上高の減少にともなって、2009年のカリフォルニア州のワイナリーの売上は過去16年で初めて前年度を下回ったと報じられた。2008年以降の経済危機では高価格ワインの愛好家が減少しているが、アメリカのワイン消費量は堅実に成長し、カリフォルニアワインの愛好家は全世代で増加している。
2017年10月、カリフォルニア州各地で発生した山林火災は、カリフォルニアワインの醸造所や畑などにも被害を与えた。

## 研究機関
世界的に著名なブドウ栽培・ワイン醸造学の研究機関としてカリフォルニア大学デービス校があり、世界のワイン界でもっとも影響力がある研究機関とされている。デービス校のブドウ栽培・ワイン醸造学科は1880年にカリフォルニア大学バークレー校に設置された研究所を前身としており、1935年にナパ郡に近いデービス校に移設された。第二次世界大戦後にはデービス校のジョン・L・イングラハム(John L. Ingraham)教授が乳酸菌の抽出に成功し、1959年にはR・ブランフォード・ウェブが世界初の人工的なマロラクティック発酵の制御に成功した。カリフォルニア州立大学フレズノ校もブドウ栽培・ワイン醸造学部門を持っており、カリフォルニアのワインメーカー（醸造責任者）の多くはデービス校・フレズノ校の両校出身者である。アメリカの他地域では、東海岸のニューヨークにあるコーネル大学や、西海岸のワシントン州にあるワシントン州立大学にも、名の知られたブドウ栽培・ワイン醸造学部門が存在する。
旧世界のヨーロッパではブドウ栽培に土壌を重視する考え方が一般的だが、カリフォルニア州などの新世界では土壌よりも気候が重視される。デービス校のメイナード・アメリン教授とアルバート・J・ウィンクラー教授は気候（積算温度）を元にしたワイン産地の区分法「ウィンクラー・スケール」を開発し、グレゴリー・ジョーンズ教授がカリフォルニア州以外の産地にも応用できるよう改定した。この区分法では4月1日から10月1日までの期間について、摂氏10度（華氏50度）を超える温度を積算したものであり、その産地に適したブドウ品種とワインのスタイルの概略を示している。ジョーンズによる改訂版は特定の品種が特定の地域で成熟するかの目安に使用されている。
| ウィンクラー・スケール（ブドウ栽培のための気候分類法） | ウィンクラー・スケール（ブドウ栽培のための気候分類法） | ウィンクラー・スケール（ブドウ栽培のための気候分類法） | ウィンクラー・スケール（ブドウ栽培のための気候分類法） | ウィンクラー・スケール（ブドウ栽培のための気候分類法）           |
| 積算温度                                               | 区分                                                   | 該当地域                                               | 該当地域                                               | 適性ブドウ品種                                                   |
| 積算温度                                               | 区分                                                   | カリフォルニア州                                       | ヨーロッパ                                             | 適性ブドウ品種                                                   |
| ------------------------------------------------------ | ------------------------------------------------------ | ------------------------------------------------------ | ------------------------------------------------------ | ---------------------------------------------------------------- |
| -1,499度                                               | ブドウ栽培には寒すぎる地域                             | ブドウ栽培には寒すぎる地域                             | ブドウ栽培には寒すぎる地域                             | ブドウ栽培には寒すぎる地域                                       |
| 1,501-2,000度                                          | 第Ia地区                                               |                                                        |                                                        |                                                                  |
| 2,001-2,500度                                          | 第Ib地区                                               |                                                        | ブルゴーニュ シャンパーニュ ドイツ                     | シャルドネ、ピノ・ノワール、ゲヴュルツトラミネール、リースリング |
| 2,501-3,000度                                          | 第II地区                                               | ナパ・ヴァレー（一部） ソノマ郡（一部）                | ボルドー イタリア北部                                  | カベルネ・ソーヴィニヨン、メルロー、ソーヴィニヨン・ブラン       |
| 3,001-3,500度                                          | 第III地区                                              | ナパ・ヴァレー ソノマ郡                                | ローヌ イタリア中部                                    | ジンファンデル、バルベーラ、ガメイ                               |
| 3,501-4,000度                                          | 第IV地区                                               | サウス・コースト セントラル・ヴァレー                  | フランス南端部 スペイン                                | マルヴァジーア、トンプソン・シードレス                           |
| 4,001-5,000度                                          | 第V地区                                                | セントラル・ヴァレー （一部）                          | イタリア南部 ギリシャ 北アフリカ                       | トンプソン・シードレス、他のテーブルワイン                       |
| 5,001度-                                               | ブドウ栽培には暑すぎる地域                             | ブドウ栽培には暑すぎる地域                             | ブドウ栽培には暑すぎる地域                             | ブドウ栽培には暑すぎる地域                                       |

## ブドウ品種
カリフォルニアでは、フランス系、イタリア系、スペイン系などだけでなく、交配種やカリフォルニア大学デービス校ブドウ栽培・ワイン学学科によって開発された新品種など、100を超えるブドウ品種を栽培している。黒ブドウ品種ではカベルネ・ソーヴィニヨン種、メルロー種、ピノ・ノワール種、シラー種、ジンファンデル種の5品種、白ブドウ品種ではシャルドネ種、ソーヴィニヨン・ブラン種の2品種、計7品種がこの地域の筆頭ブドウ品種である。

### 栽培品種の変遷
1980年代末まで、カリフォルニア州のワイン産業はボルドー品種とシャルドネ種に支配されていた。消費者がこれらの品種に飽きてカリフォルニアワインの売上が落ち始めたため、ローヌ・レンジャーズと呼ばれる生産者集団や、「カル＝イタル」(Cal-Ital)と呼ばれるイタリア人生産者が、シラー種、ヴィオニエ種、サンジョヴェーゼ種、ピノ・グリ種などの品種から生産した新たなスタイルのワインで業界を活性化させた。21世紀初頭、ワイン生産者はトルソー・グリ種やヴァルディギエ種など、古くにこの地域で栽培されていた品種の復活を試みている。
2004年にもっとも栽培面積の大きかった黒ブドウ品種はカベルネ・ソーヴィニヨン種、もっとも栽培面積の大きかった白ブドウ品種はシャルドネ種であり、黒ブドウのメルロー種とジンファンデル種が両品種に続いている。2004年には栽培面積の約60%が黒ブドウ品種、約40%が白ブドウ品種であり、1999年よりも黒ブドウ品種が4%増加した。2004年のブドウ栽培面積は208,000ヘクタールであり、1999年よりも7%減少した。

### 黒ブドウ品種
1878年にソノマに植樹されたとするのが、カベルネ・ソーヴィニヨン種のもっとも古い記録である。19世紀末には品質を重視するワイナリーの主力品種となり、フィロキセラと禁酒法の影響でカベルネのブドウ畑はほぼ絶えたものの、1960年代以降に盛り返した。1961年にはわずか200ヘクタールだったが、1990年には13,300ヘクタール、2008年には30,000ヘクタールとなった。1999年のメルロー種の栽培面積は19,300ヘクタールであり、ピークの2007年には20,200ヘクタールにまで拡大していたが、映画『サイドウェイ』（2004年）の公開がメルロー種の人気に冷や水を浴びせ、2008年には19,100ヘクタールに減少した。1850年代に持ち込まれたジンファンデル種は成熟した際に糖度が高く、格好の低価格ワイン用品種となった。1980年代にピンク色のホワイト・ジンファンデルが流行し、現在では酒精強化ワインの素材にも使用されている。
上記の品種以外で重要な黒ブドウ品種には、バルベーラ種、カベルネ・フラン種、カリニャン種、グルナッシュ種、マルベック種、ムールヴェードル種、プティ・シラー種、プティ・ヴェルド種、サンジョヴェーゼ種、タナ種がある。

### 白ブドウ品種
1961年のシャルドネ種の栽培面積はわずか120ヘクタールだったが、1970年代以降に急速に人気を増し、1991年にはフレンチ・コロンバード種を抜いて白品種第1位となった。かつてはオーク樽の使用が流行していたが、現在ではオーク樽を使用しないシャルドネの人気が増している。
上記の品種以外で重要な白ブドウ品種には、シュナン・ブラン種、フレンチ・コロンバード種、ゲヴュルツトラミネール種, マルサンヌ種、マスカット・カネッリ種、ピノ・ブラン種、ピノ・グリ種、リースリング種、ルーサンヌ種、セミヨン種、トルソー・グリ種、ヴィオニエ種がある。

### 栽培品種一覧
カリフォルニア州では以下の品種が栽培されている。
白ブドウ品種
| - アルバリーニョ - シャルドネ - シュナン・ブラン - フレンチ・コロンバード - フローラ - ゲヴュルツトラミネール - マルヴァジーア - マルサンヌ | - マスカット・カネッリ - マスカット・オブ・アレキサンドリア - ナイアガラ - オレンジ・マスカット - パロミノ - ピノ・ブラン - ピノ・グリ - リースリング | - ルーサンヌ - ソーヴィニヨン・ブラン - セミヨン - シンフォニー - トレッビアーノ - ヴェルデーリョ - ヴィオニエ |

黒ブドウ品種
| - アリカンテ・ブーシェ - アルヴァレリャン - バルベーラ - バスタルド - マスカット・ハンブルク - カベルネ・フラン - カベルネ・ソーヴィニヨン - カリニャン - チャルボノ - サンソー - コンコード - ドルチェット - ドルンフェルダー - フレイサ | - ガメイ・ボージョレ - ガメイ - グルナッシュ - マルベック - メルロー - ムールヴェードル - ネッビオーロ - プティ・ヴェルド - プティ・シラー - ピノ・ムニエ - ピノ・ノワール - ルビーレッド - ルビー・カベルネ | - サンジョヴェーゼ - ソウジャオ - シラー - テンプラニーリョ - テロルデゴ - ティンタ・アマレラ - ティンタ・カン - ティンタ・マデイラ - トゥリガ・ナシオナル - トゥルソー・グリ - ヴァルディギエ - ジンファンデル |

| カリフォルニア州の黒ブドウ品種 | カリフォルニア州の黒ブドウ品種 | カリフォルニア州の黒ブドウ品種 | カリフォルニア州の黒ブドウ品種 |
| #                              | 品種                           | 2004年 栽培面積(ha)            | 過去5年の 面積増減率           |
| ------------------------------ | ------------------------------ | ------------------------------ | ------------------------------ |
| 1                              | カベルネ・ソーヴィニヨン       | 30,300                         | +19%                           |
| 2                              | メルロー                       | 21,700                         | +12%                           |
| 3                              | ジンファンデル                 | 20,600                         | -2%                            |
| 4                              | ピノ・ノワール                 | 9,700                          | +54%                           |
| 5                              | シラー                         | 7,100                          | +69%                           |
| 6                              | ルビーレッド                   | 4,500                          | -15%                           |
| 7                              | バルベーラ                     | 3,400                          | +31%                           |
| 8                              | グルナッシュ                   | 3,100                          | -35%                           |
| 9                              | ルビー・カベルネ               | 2,700                          | -23%                           |
| 10                             | プティ・シラー                 | 2,200                          | +69%                           |
| 11                             | カリニャン                     | 1,800                          | -42%                           |
| 12                             | カベルネ・フラン               | 1,400                          | +8%                            |
| 13                             | サンジョヴェーゼ               | 900                            | -36%                           |

| カリフォルニア州の白ブドウ品種 | カリフォルニア州の白ブドウ品種     | カリフォルニア州の白ブドウ品種 | カリフォルニア州の白ブドウ品種 |
| #                              | 白ブドウ品種                       | 2004年 栽培面積(ha)            | 過去5年の 面積増減率           |
| ------------------------------ | ---------------------------------- | ------------------------------ | ------------------------------ |
| 1                              | シャルドネ                         | 39,000                         | -6%                            |
| 2                              | フレンチ・コロンバード             | 12,000                         | -34%                           |
| 3                              | ソーヴィニヨン・ブラン             | 6,200                          | +13%                           |
| 4                              | シュナン・ブラン                   | 4,600                          | -46%                           |
| 5                              | ピノ・グリ                         | 2,900                          | +480%                          |
| 6                              | マスカット・オブ・アレキサンドリア | 1,300                          | +38%                           |
| 7                              | ヴィオニエ                         | 900                            | +50%                           |
| 8                              | リースリング                       | 800                            | ±0%                            |
| 9                              | マルヴァジーア                     | 700                            | +40%                           |
| 10                             | ゲヴュルツトラミネール             | 600                            | -14%                           |
| 11                             | セミヨン                           | 400                            | -35%                           |

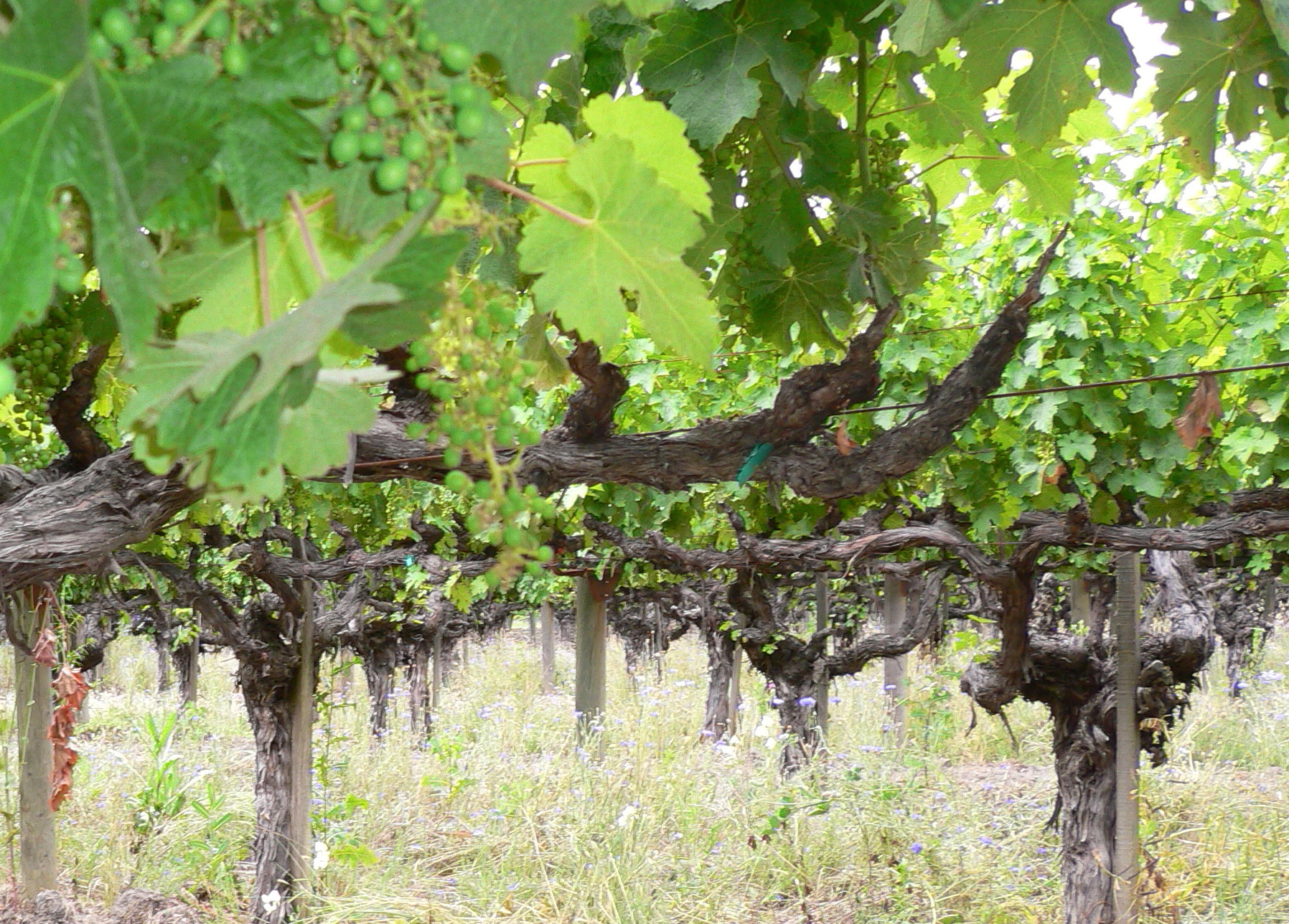
ナパ・ヴァレーで栽培されているカベルネ・ソーヴィニヨン種の古樹
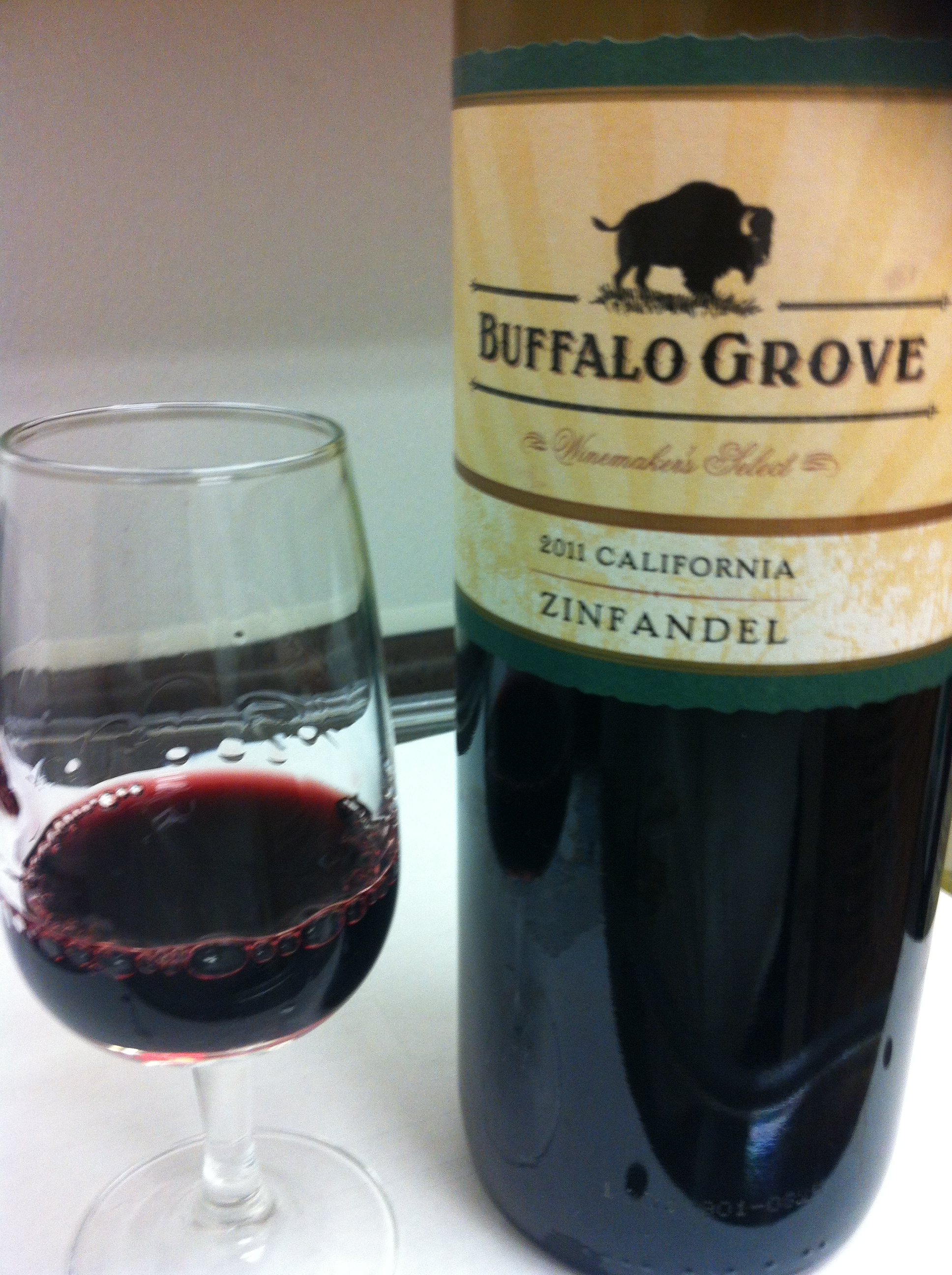
ジンファンデルから作られたワイン
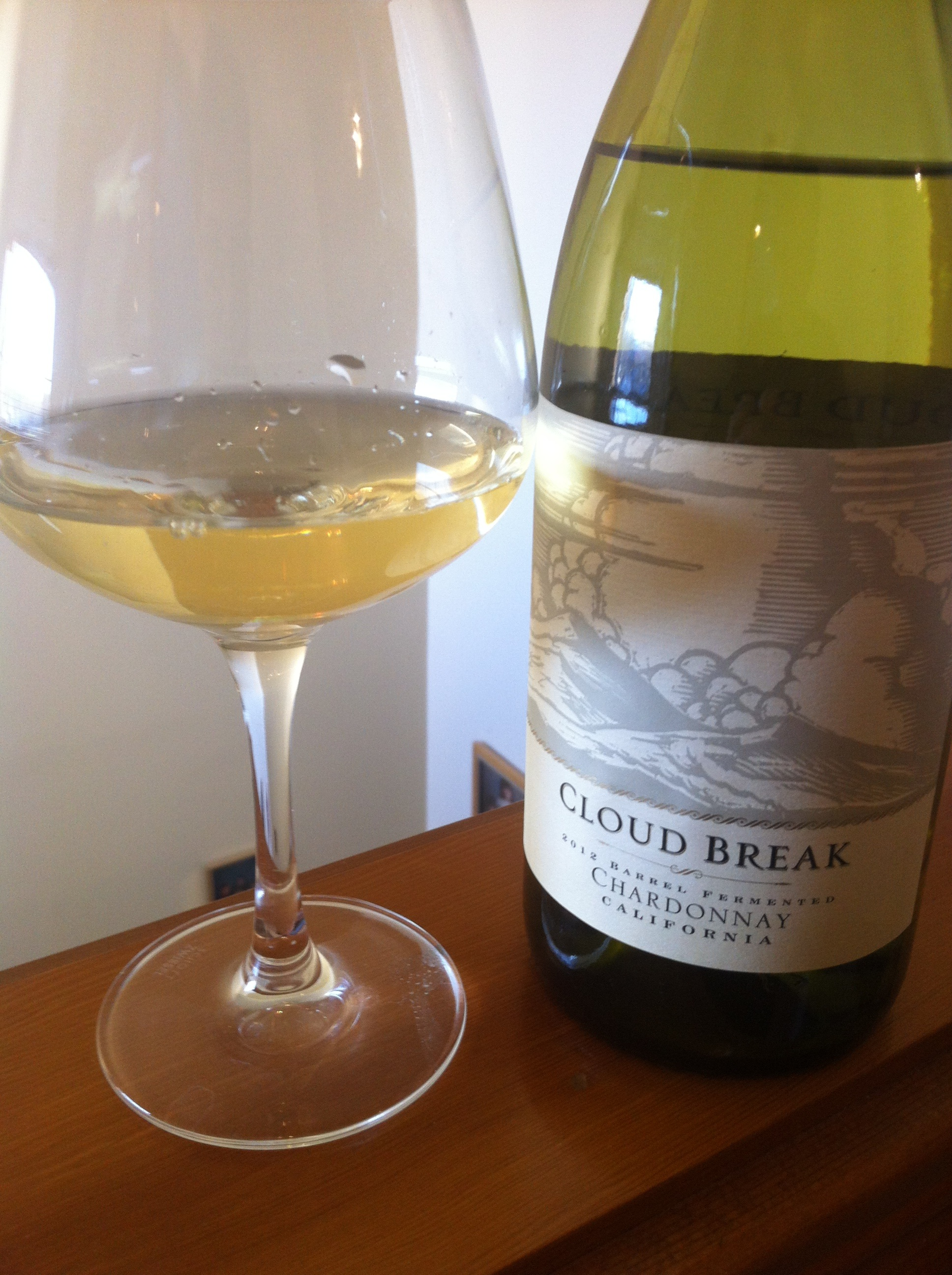
樽熟成させたカリフォルニアのシャルドネ
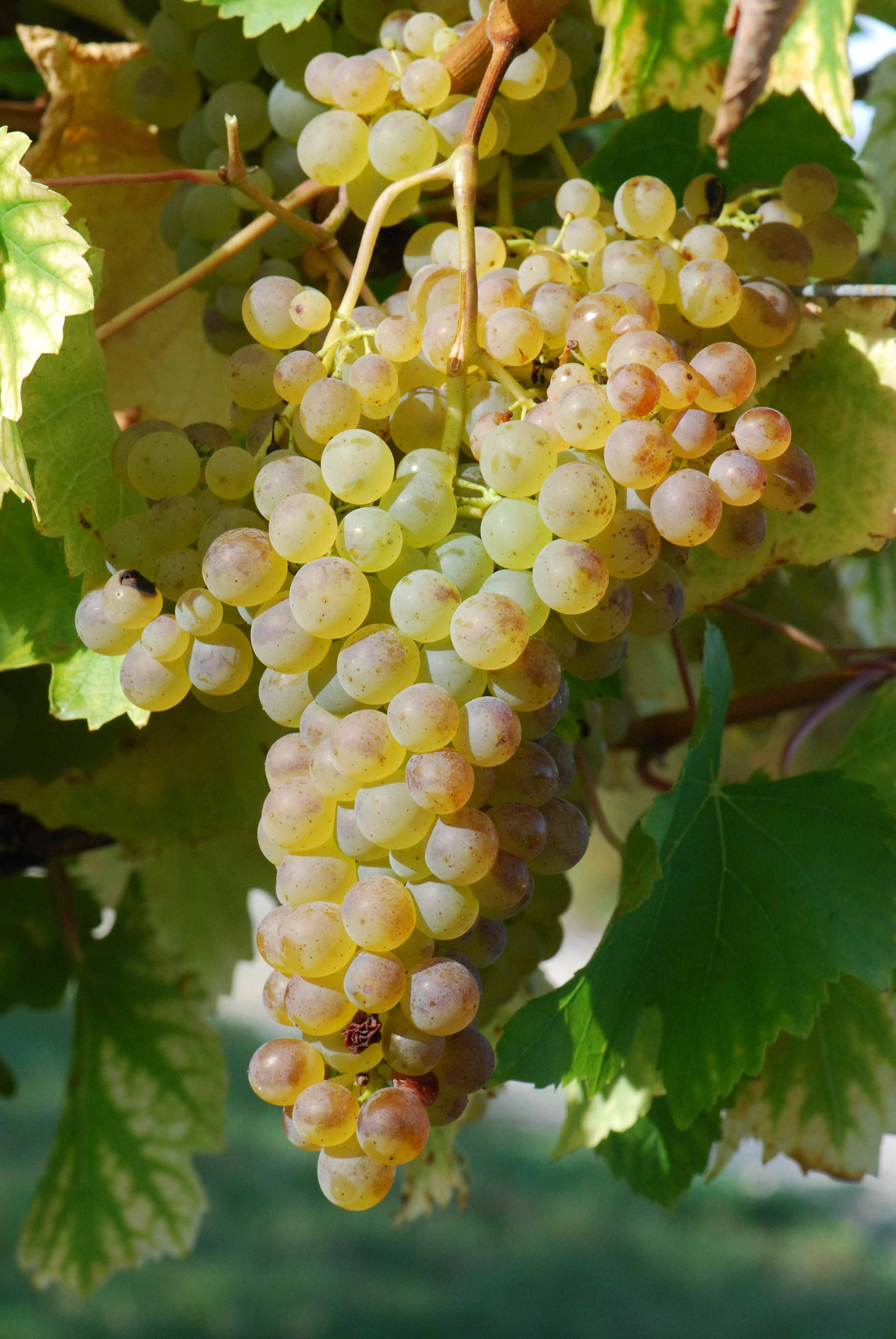
シャルドネに次いで多く栽培されているフレンチ・コロンバード種

## ブドウ栽培
初期のブドウ栽培者は数品種の混植を好み、また、植えられたブドウの樹の大部分が立木仕立てに仕立てられた。1930年代初頭の禁酒法撤廃後には機械を導入するために植樹密度を減らし、株間は2.5メートル（8フィート）、畝間は3.5メートル（12フィート）、1エーカーあたり475本（1ヘクタールあたり1188本）となった。1970年代には散水用のスプリンクラーや点滴灌漑設備が広く導入され、糖分の蓄積が促進された。1980年代には質の高い果実を得るために、植樹密度を高めた上で1本あたりの房数が減らされた。現在の品質を重視するブドウ畑では、通気性がよく太陽光の影響を最大限に受けられる垂直仕立て法(VSP)が用いられることが多い。
有機栽培やバイオダイナミックスの導入はヨーロッパの主要産地よりも遅かったが、現在では大手を含めて多くのワイナリーで実践されている。小規模なワイナリーも優秀なクローンを選定して用いている。

### 産地

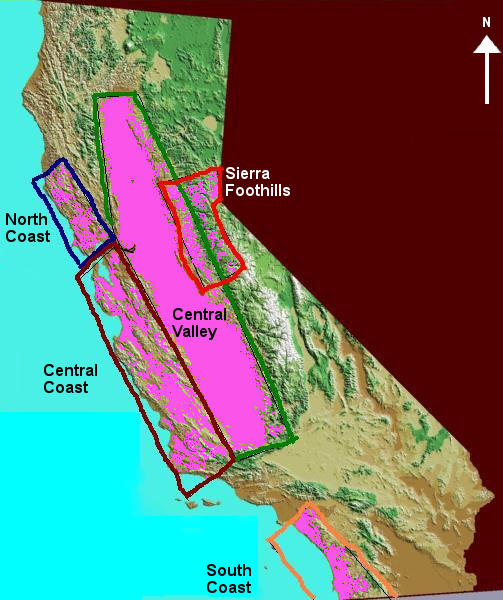
カリフォルニア州のワイン産地

アメリカ合衆国の地理的表示(GI)制度では、大きな順に「州名」、「郡名」、「AVA名」で表記される。アメリカ合衆国全体では157のアメリカぶどう栽培地域(AVA)が認可されており、うちカリフォルニア州では94のAVAが認可されている。AVAが定めているのは地理的範囲のみであり、ブドウ品種や醸造法、灌漑の有無や最大収量には関与していない。ラベルに州名を記載する場合は、その州内で栽培したブドウを100%使用しなければならない。ラベルに郡名を記載する場合は、その郡内で栽培したブドウを75%以上使用しなければならない。ラベルにAVA名を記載する場合は、そのAVA内で栽培したブドウを85%以上使用しなければならない。
北端のメンドシーノ郡から南端のリヴァーサイド郡まで700km以上に渡ってブドウ産地が存在し、カリフォルニア州には1,730km2（427,000エーカー）の畑でブドウが栽培されている。著名なAVAにはナパ・ヴァレー、ロシアン・リヴァー・ヴァレー、ラザフォード、ソノマ・ヴァレーなどがある。
セントラル・ヴァレーはサクラメント・ヴァレーからサン・ホアキン・ヴァレーまで300kmにわたって伸びている、カリフォルニア州最大のワイン産地である。この地域だけでカリフォルニア州産ブドウの75%を栽培しており、ガロ社、Franzia、ブロンコ・ワイン・カンパニーなどの大手生産者がバルクワイン、ボックスワイン、ジャグワインの大部分を生産している。
カリフォルニア州のワイン産地はしばしば4つの主要地域に分割される。
- ノース・コースト : サンフランシスコ湾の北側であり、北部海岸の大部分が含まれる。巨大なノース・コーストAVAが地域の大部分をカバーしている。著名なワイン産地にはナパ・ヴァレーやソノマ・ヴァレーなどがあり、これらの産地の内部にはより小規模なAVAが含まれる。カリフォルニア州の北端に近いメンドシーノAVAやレイク・カントリーもこの地域にあるワイン産地である。ナパ、ソノマ、メンドシーノ各郡を総称してワインカントリーと呼ぶこともある。

- セントラル・コースト : セントラル・コーストの大部分や、サンフランシスコ湾からサンタバーバラ郡までの地域である。著名なワイン産地にはサンタ・クララ・ヴァレーAVA、サンタ・クルス・マウンテンズAVA、サン・ルーカスAVA、パソ・ロブレスAVA、サンタ・マリア・ヴァレーAVA、サンタ・イネス・ヴァレー、リヴァモア・ヴァレーAVA（英語版）がある。

- サウス・コースト : 南カリフォルニアの一部であり、ロサンゼルスの南側からアメリカ＝メキシコ国境までの地域である。著名なワイン産地にはテメキュラ・ヴァレーAVA（英語版）、アンテロープ・ヴァレー/レオナ・ヴァレー、サン・パスカル・ヴァレーAVA、ラモナ・ヴァレーAVAがある。

- セントラル・ヴァレー : セントラル・ヴァレーやシエラ・フットヒルズAVAを含んでいる。著名なワイン産地にはロディAVAがある。

## ワイン生産

### 種類による区分

#### スティルワイン

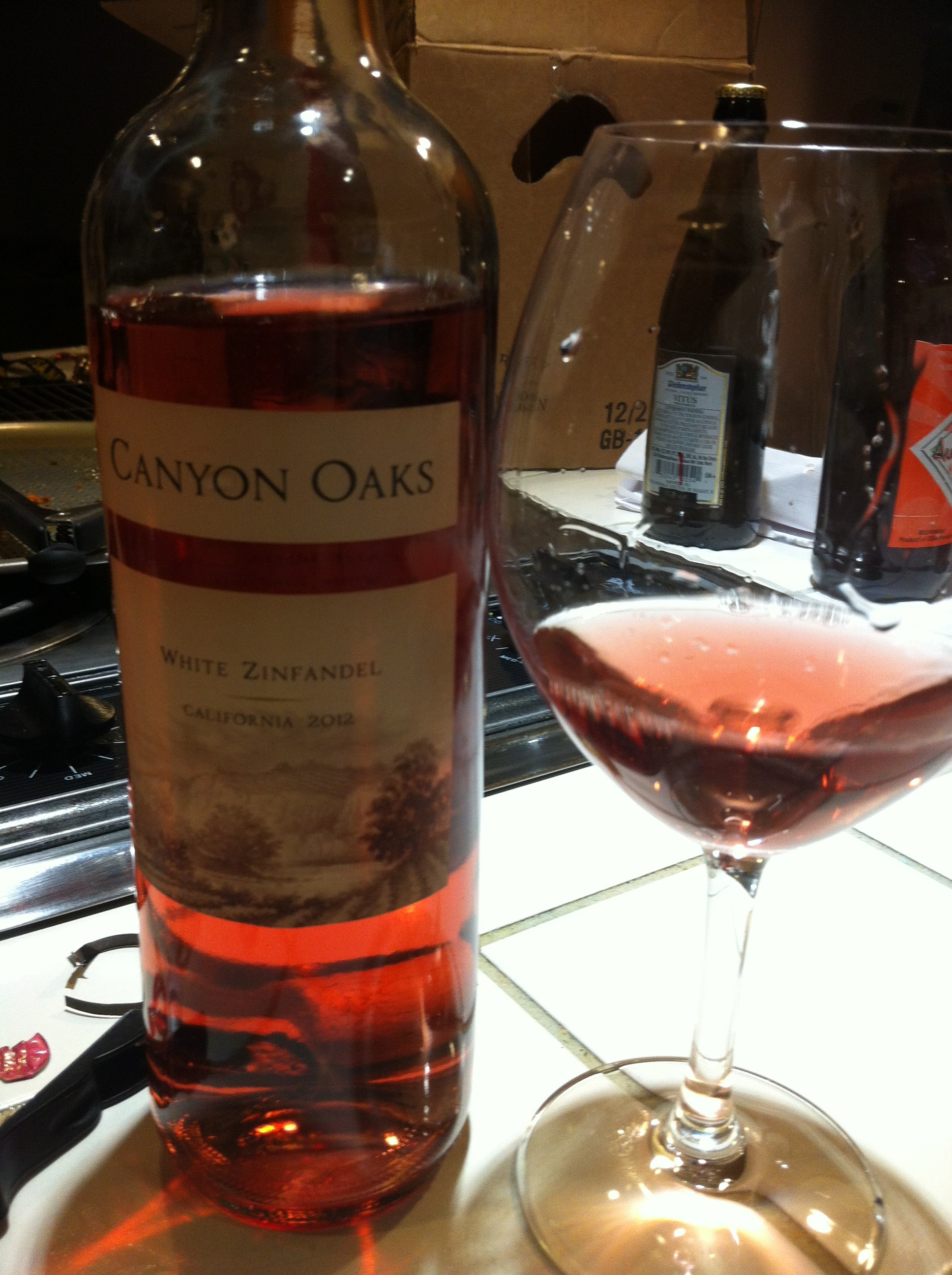
ピンク色のホワイト・ジンファンデル

カリフォルニア州ではスティルワインに加えて、スパークリングワイン、デザートワイン、酒精強化ワインなど、あらゆる種類のワインを生産している。より「旧世界」やヨーロッパのワインスタイルに近いカリフォルニアのワイン生産者が増加している一方で、カリフォルニアの大部分の生産者はオーストラリア、ニュージーランド、チリ、アルゼンチンなどの生産者と同様に、よりシンプルで果実味の強い新世界のワインを好む。温暖で安定した気候でブドウの果実は完熟し、13.5%以上にもなる高いアルコール度数のワインを生産することができる。カリフォルニア州で生産されるシャルドネ種のワインはシャブリとは大きく異なり、マロラクティック発酵やオーク樽での熟成によってコクのある力強いワインとなる。
フランスのロワール渓谷やニュージーランドとは異なり、カリフォルニア州のソーヴィニヨン・ブラン種は強い酸味や活発さ、花のニュアンスを持つ。この品種はしばしばオーク樽での熟成で劇的にイメージが変化する。ロバート・モンダヴィは「フューム・ブラン」のスタイルの先駆者であり、カリフォルニア州の他の生産者もモンダヴィに追随した。しかし、「フューム・ブラン」は「オーク樽で熟成されたソーヴィニヨン・ブラン種のワイン」という厳密な定義を持つわけではない。
パリスの審判で世界のワイン地図にカリフォルニア州を初めて記したカベルネ・ソーヴィニヨン種は、今日でもカリフォルニア州のトレードマークとなっている。カリフォルニア州のこの品種は果実味に溢れ、豊満で濃いワインを生み出している。1990年代には人気のメルロー種が広く植えられ、現在でもアメリカのヴァラエタルワインの中でもっとも販売額の大きな品種である。この品種にとっての悪地では粗野で特徴のないワインが生まれるが、適地に植えられたメルロー種は華やかで濃縮されたワインを生み出す傾向がある。ブルゴーニュやオレゴン州のピノ・ノワール種は繊細さや上品さがみられるが、カリフォルニア州の同種は一般的に濃くて果実味の強いスタイルである。この品種にカリフォルニア州の気候は暖か過ぎるため、州内でも海洋の影響を強く受ける涼しい地域が好まれている。
1998年にカベルネ・ソーヴィニヨン種にその座を譲るまで、ジンファンデル種はカリフォルニア州でもっとも栽培面積の大きな赤ワイン用ブドウ品種だった。これにはホワイト・ジンファンデルの幅広い人気も影響している。ジンファンデル種は力強く、酸味や果実味が強く、ジャムのような風味を持つワインとなるが、ホワイト・ジンファンデルはバラ色でやや甘口のワインとなるのである。。この品種はヨーロッパに起源を持つが、ジンファンデル種は独特のアメリカンスタイルの品種であるとされている。

#### スパークリングワイン

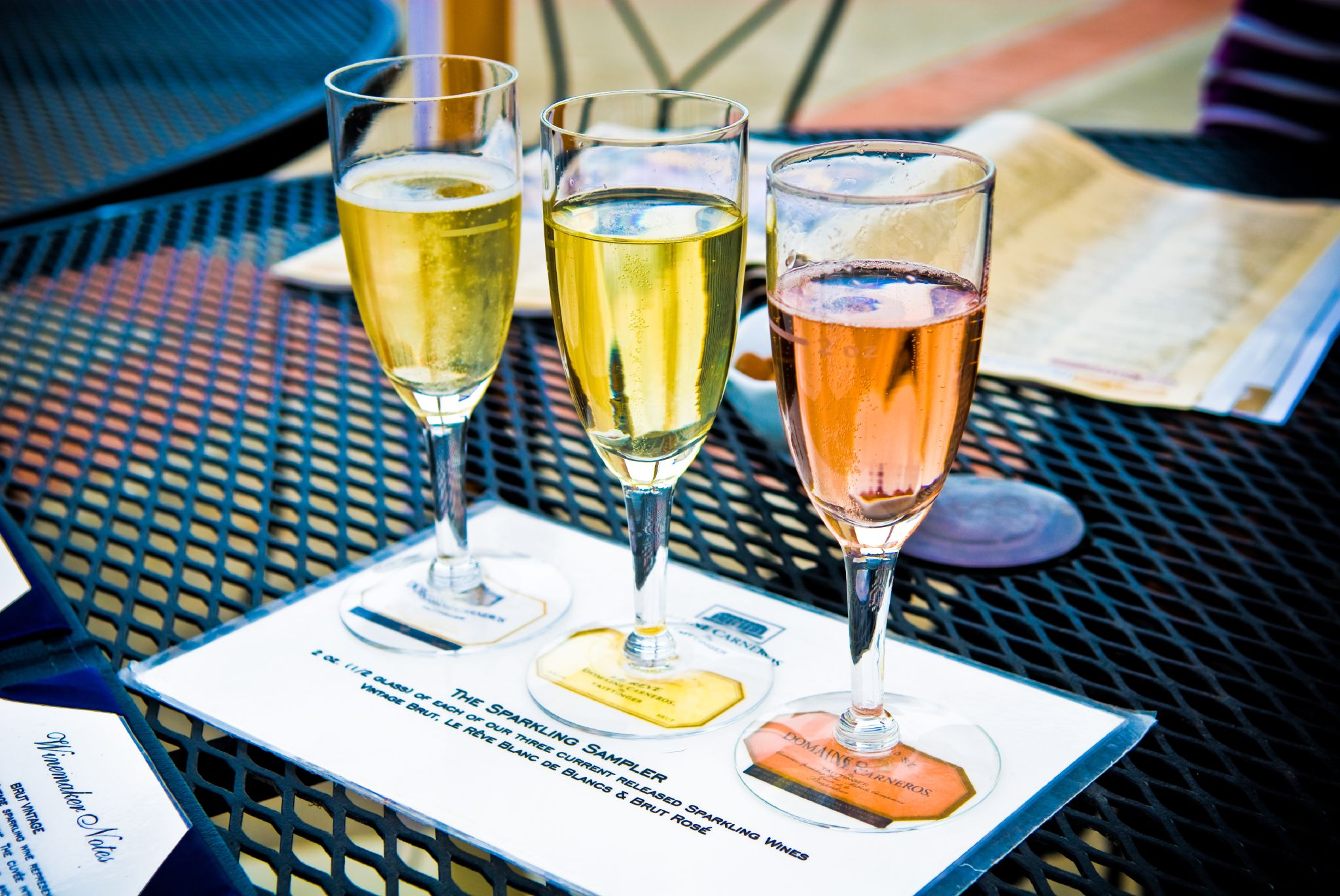
ドメーヌ・カーネロスが生産するスパークリングワイン

カリフォルニアでのスパークリングワインの歴史は、1880年代にソノマでコーベル・シャンパーニュ・セラーズが設立されたことに遡る。リースリング種、シャスラ種、マスカット種、トラミネール種などの品種を用いて、コーベル兄弟はシャンパーニュ方式でスパークリングワインを生産した。今日のスパークリングワインはフランス・シャンパーニュ地方のシャンパン同様の品種で生産されており、シャルドネ種、ピノ・ノワール種、ピノ・ムニエ種が用いられる。また、ピノ・ブラン種、シュナン・ブラン種、フレンチ・コロンバード種を用いるワイナリーもある。高級ワインの生産者はいまだにシャンパーニュ方式（トラディショナル方式）を用いているが、ガロ社の銘柄「アンドレ」やコンステレーション・ブランズ社の銘柄「クックス」のような低価格ワインの生産者の中にはシャルマ方式を用いるワイナリーもある。
高品質スパークリングワインを生み出す潜在性は、シャンパーニュ地方の生産者をカリフォルニア州に惹きつけている。モエ・エ・シャンドンのドメーヌ・シャンドン、テタンジュのドメーヌ・カーネロス、ルイ・ロデレールのレドレーヌ・エステートなどである。ほとんど同一の品種と同一の生産技術で作られてはいるが、カリフォルニア州のスパークリングワインはシャンパーニュの模倣を試みるのではなく、独自のスタイルのワインを作り出している。カリフォルニア州のスパークリングワイン生産者は洗練されたエレガントなワインを生産しようと奮闘している。シャンパーニュでは例外的に優れた年しかヴィンテージワインを生産しないが、カリフォルニア州では恵まれた気候条件も影響して、毎年ヴィンテージワインを生産している。

#### 酒精強化ワイン
1933年の禁酒法撤廃後には、カリフォルニア州で生産されるポート・スタイルのワインが低品質であるとする悪評を得た。1960年代にはワイン・ルネサンスが開始され、カリフォルニア州のデザートワインや酒精強化ワインの品質は劇的に改善した。ベリンジャー・ヴィンヤーズはソーヴィニヨン・ブラン種やセミヨン種から初めて貴腐ワインを生産した生産者のひとつである。ソーテルヌ地方とは異なり、ベリンジャーはブドウを通常の方法で収穫し、実験室で培養したボトリチス菌をワイナリーで人工的にブドウに付与させた。一方でアンダーソン・ヴァレーAVAなどの生産者は、貴腐菌（ボトリティス・シネレア）が繁殖したブドウが自然に発生する可能性を持つブドウ畑を見つけた。アンダーソン・ヴァレーとアレクサンダー・ヴァレーAVAはリースリングを遅摘みして生産するデザートワインで名声を得た。フランスやイタリアのスタイルのミュスカ・ワインもカリフォルニア州全体で生産されており、強い芳香とバランスの取れた酸味で知られている。カリフォルニア州ではTouriga Nacional種、Tinta Cão種、ティンタ・ロリス種などのポルトガルの伝統品種などから、ポート・スタイルのワインも生産されている。ジンファンデル種やプティ・シラー種などから生産する独特なスタイルのデザートワインもある。

### 表示方式による区分

#### ジェネリックワイン
アメリカ合衆国やオーストラリアなどの新世界では、ヨーロッパの産地名をワインの名称に用い、ヨーロッパの産地の良質なイメージを利用するワインがジェネリックワインと呼ばれる。味わいのイメージで区別しており、使用するブドウ品種がヨーロッパの産地と同じとは限らない。ヨーロッパの産地との間では呼称使用に対する議論が行われている。ヴァラエタルワインと対比される。
赤ワイン
バーガンディ : 辛口でフレッシュな赤ワイン。ブルゴーニュの英語読み。
クラレット : ボルドータイプの赤ワイン。
キャンティ : イタリアタイプの赤ワイン。
白ワイン
ライン : 甘口でフルーティなドイツタイプの白ワイン。
モーゼル : 酸味が強くフレッシュな白ワイン。
ホック : ドイツタイプの白ワイン。
シャブリ : 辛口の白ワイン。
ソーテルヌ : 甘口の白ワイン。
スパークリングワイン
シャンパン : 瓶内またはタンク内で二次発酵を行ったスパークリングワイン。
酒精強化ワイン
シェリー : スペインのシェリータイプの甘口から辛口まで多様な酒精強化ワイン。カリフォルニア州でもっとも重要な酒精強化ワインである。セントラル・ヴァレーでパロミノ種やトンプソン・シードレス種を用いて生産することが多い。本物のシェリーと同じくフロールと呼ばれる酵母膜を発生させてソレラ方式で作る方法以外もあるが、本物のシェリーのように特有の香りを有する。
ポート : ポルトガルのポートタイプの甘口酒精強化ワイン。ポートワインとほぼ同様の方法で生産される。
トカイ : マスカット系のブドウで作られる甘口酒精強化ワイン。ハンガリーのトカイワインとはまったく異なる方法で生産される。
マデイラ : ポルトガルのマデイラタイプの酒精強化ワイン。
マルサラ : イタリアのマルサラタイプの酒精強化ワイン。
マラガ : スペインのマラガタイプの酒精強化ワイン。

#### ヴァラエタルワイン
ブドウ品種名をワインの名称に用いているワイン。ジェネリックワインと対比される。1983年まではボトルの51%以上、1983年からはボトルの75%以上に使用されているブドウ品種をラベルに表示することができる。
| カリフォルニア州のワイン法によるラベル表示 | カリフォルニア州のワイン法によるラベル表示 | カリフォルニア州のワイン法によるラベル表示                           |
| ------------------------------------------ | ------------------------------------------ | -------------------------------------------------------------------- |
| 産地名表示                                 | 州名                                       | カリフォルニア州内で収穫されたブドウを100%使用した場合に表示できる。 |
| 産地名表示                                 | 郡名                                       | その郡内で収穫されたブドウを75%以上使用した場合に表示できる。        |
| 産地名表示                                 | AVA名                                      | そのAVA内で収穫されたブドウを85%以上使用した場合に表示できる。       |
| 産地名表示                                 | 畑名                                       | 同一畑で収穫されたブドウを95%以上使用した場合に表示できる。          |
| 品種名表示                                 | 品種名表示                                 | その品種を75%以上使用した場合に表示できる。                          |
| 収穫年表示                                 | 収穫年表示                                 | その年に収穫されたブドウを95%以上使用した場合に表示できる。          |

## メディア

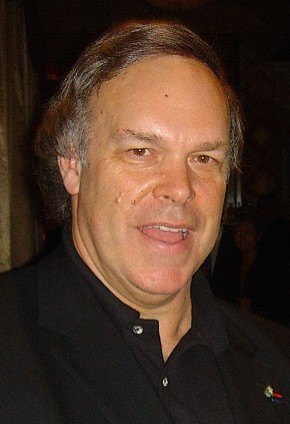
ロバート・パーカー

『ワイン・スペクテーター』誌などのワイン関連出版物は、カリフォルニアワインの品質基準の確立に力を及ぼしている。カリフォルニアワインにもっとも大きな影響を与えるワイン評論家は『ワイン・スペクテーター』誌のジェームズ・ローブとロバート・パーカーであり、2人の点数がヴィンテージの評価を上下動させているとされる。

### 映画
カリフォルニアワインを主題とした、または主題のひとつとした映画には以下の作品がある。
- 『サイドウェイ』（2004年）

カリフォルニア州のワイナリーを旅する中年男性を描いたドラマ映画。アレクサンダー・ペイン監督、ポール・ジアマッティ主演。アカデミー賞脚色賞受賞。この映画の公開を機にピノ・ノワール種が脚光を浴び、一方でメルロー種は打撃を受けた。
- 『モンドヴィーノ』（2004年）

フランス人監督の視点から世界のワイン業界の商業化を描いたドキュメンタリー映画。ジョナサン・ノサイター監督。カンヌ国際映画祭作品賞ノミネート。ワイン評論家のロバート・パーカーや生産者のロバート・モンダヴィなどが登場する。
- 『ボトル・ドリーム カリフォルニアワインの奇跡（英語版）』（2008年）

「パリスの審判」を題材にしたドラマ映画。製作側はノンフィクション映画であるとしているが、史実と異なる点も多い。ランドール・ミラー監督、クリス・パイン主演。

## 文献

### 関連文献
日本語文献
- 桑田英彦『ワインで旅するカリフォルニア』スペースシャワーネットワーク、2014年。
- コナウェイ, ジェームズ『カリフォルニアワイン物語 ナパ : モンダヴィからコッポラまで』松元寛樹・作田直子（訳）、JTB、2001年。
- シェーファー, ダグ、デムスキィ, アンディ『ナパ奇跡のぶどう畑 第二の人生で世界最高のワイナリーを造り上げた<シェーファー>の軌跡』野澤玲子（訳）、CCCメディアハウス、2014年。
- スターリング, ジョイ『カリフォルニア・ワイナリーの四季』小沢瑞穂（訳）、The Japan Times、1996年。
- 田辺由美『USA Winery Guide California Wine』Ohta Publishing、2004年。
- ド・ヴィリエ, マルク『ロマネ・コンティに挑む : カレラ・ワイナリーの物語』松元寛樹・作田直子（訳）、TBSブリタニカ、2000年。
- 中川誠一郎『ボトルの中には夢がある : カリフォルニア・ワインの真実』木楽舎、2015年。
- ブルック, スティーヴン『カリフォルニア・ワイナリーの四季』情野博之・乙須敏紀（訳）、産調出版、2012年。
- 堀賢一『ワインの個性』SB Creative、2007年。
- マシューズ, パトリック『ほんとうのワイン 自然なワイン造りへの回帰』立花峰夫（訳）、白水社、2011年。
- モンダヴィ, ロバート『最高のワインをめざして : ロバート・モンダヴィ自伝』石井もと子・大野晶子（訳）、早川書房、1999年。
- Andy『無敵のカリフォルニアワイン講座 ナパ・ソノマ編』Amazon Services International, Inc.（電子書籍）、2014年。

日本語以外の文献
- Brennen, Nancy (2010-11-21). “John Patchett: Introducing one of Napa’s pioneers”. Napa Valley Register (Napa, USA: Lee Enterprises, Inc.) 2011年9月30日閲覧。.
- MacNeil, Karen (2001). The Wine Bible. Workman Publishing. pp. 636–643. ISBN 978-1-56305-434-1
- Robinson, Jancis (2006). The Oxford Companion to Wine (3 ed.). Oxford University Press. pp. 126-127. ISBN 978-0-19-860990-2
- Stevenson, Tom (2007). Sotheby's Wine Encyclopedia (4 ed.). Dorling Kindersley. p. 462. ISBN 978-0-7566-3164-2